# Maia (Rakete)
Die Maia ist eine in Entwicklung befindliche zweistufige, teilweise wiederverwendbare Trägerrakete des französischen Start-ups MaiaSpace, einer Tochtergesellschaft des Raumfahrtkonzerns ArianeGroup. Ein erster Startversuch der Rakete wird unter optimistischen Annahmen für 2025 angestrebt. Die Maia soll von der ELS Startrampe des Raumfahrtzentrums Guayana starten, die bis 2022 für Starts der Sojus genutzt wurde.

## Konzept
Die Rakete ist Teil des NESTS-Konzept (New European Space Transportation Solutions) der ArianeGroup. NESTS sieht je eine leichte, mittlere, schwere und superschwere Rakete vor. Dabei wäre Maia die kleinste dieser vier Raketen. Zwei Erststufen der Maia würden auch als Seitenbooster der größten Rakete des Konzepts verwendet.
Die Maia baut technisch auf den Programmen Themis und Prometheus auf, welche die ArianeGroup im Auftrag der Europäischen Weltraumorganisation (ESA) entwickelt. Das Wiederverwendungskonzept ähnelt dem der Falcon-9-Rakete der amerikanischen Firma SpaceX, das heißt, die erste Stufe soll nach der Stufentrennung vertikal landen. Zur Steuerung des Landeanflugs sollen wie bei der Falcon 9 Gitterflossen verwendet werden.

## Aufbau und Entwicklung
Die erste Stufe der Maia soll von drei Prometheus-Triebwerken angetrieben werden, die zweite Stufe von einem vakuumoptimierten Prometheus. Als Treibstoff soll eine Mischung von Methan und flüssigem Sauerstoff (LOX) verwendet werden, auch „Methalox“ genannt.
Um die Leistung der Rakete zu steigern, entwickelt MaiaSpace zusätzlich die Kickstufe Colibri. Diese soll innerhalb einer drei Meter hohen Nutzlastverkleidung Platz finden. Das Triebwerk der Kickstufe wurde erstmals im Dezember 2023 getestet.
Die Nutzlastkapazität der Maia soll bei 2500 kg in eine niedrige Erdumlaufbahn liegen, wenn die Colibri-Kickstufe verwendet und die erste Stufe verworfen wird. Ohne Colibri könnte die Maia 1500 kg in eine sonnensynchrone Umlaufbahn (SSO) befördern. Wenn die erste Stufe wiederverwendet wird, hat die zweistufige Maia eine SSO-Nutzlastkapazität von 500 kg.
Im September 2023 wurde erfolgreich ein maßstabsgetreuer Prototyp der zweiten Stufe in Vernon mit kryogenem Treibstoff befüllt. Ein weiterer Prototyp der zweiten Stufe wird für Triebwerkstests entwickelt.

## MaiaSpace
MaiaSpace wurde Anfang 2022 gegründet. Die Firma hat ihren Sitz in einer Einrichtung der ArianeGroup in Vernon in der Normandie. Bis Januar 2024 investierte die ArianeGroup insgesamt 125 Millionen Euro in die Tochtergesellschaft, welche zu diesem Zeitpunkt etwa 115 Angestellte beschäftigte. Im Gründungsjahr beliefen sich die Betriebskosten von MaiaSpace auf 3,5 Millionen Euro.